# Brayopsis monimocalyx
Brayopsis monimocalyx är en korsblommig växtart som först beskrevs av Ernest Friedrich Gilg, Reinhold Conrad Muschler och Carl Curt Hosseus, och fick sitt nu gällande namn av Otto Eugen Schulz. Brayopsis monimocalyx ingår i släktet Brayopsis och familjen korsblommiga växter. Inga underarter finns listade i Catalogue of Life.